# Sklabiňa
Sklabiňa (em húngaro: Szklabinya) é um município da Eslováquia, situado no distrito de Martin, na região de Žilina. Tem 11,07 km² de área e sua população em 2018 foi estimada em 622 habitantes.

## Demografia
| Ano:        | 1994 | 2004   | 2014   | 2024   |
| ----------- | ---- | ------ | ------ | ------ |
| Broj ljudi: | 584  | 608    | 634    | 644    |
| Razlika:    |      | +4,10% | +4,27% | +1,57% |

| Ano:               | 2023 | 2024   |
| ------------------ | ---- | ------ |
| Número de pessoas: | 642  | 644    |
| Diferença:         |      | +0,31% |